# Gomati
Gomati – rzeka w Indiach, w stanie Uttar Pradesh. Długość 800 km, powierzchnia dorzecza 28 000 km².
Rzeka ta wypływa z bagien na wschód od miasta Pilibbit, a uchodzi ona do rzeki Ganges.